# تامی فینی
تامی فینی (انگلیسی: Tommy Finney؛ زادهٔ ۶ نوامبر ۱۹۵۲) بازیکن فوتبال اهل ایرلند شمالی بود.
از باشگاه‌هایی که در آن بازی کرده است می‌توان به باشگاه فوتبال لوتون تاون، باشگاه فوتبال ساندرلند، باشگاه فوتبال منچستر یونایتد، باشگاه فوتبال برنتفورد، و باشگاه فوتبال کمبریج یونایتد اشاره کرد.
وی همچنین در تیم ملی فوتبال ایرلند شمالی بازی کرده است.